# Smithland (Kentucky)
Smithland – miasto w Stanach Zjednoczonych, w stanie Kentucky, w hrabstwie Livingston.